# 선급협회
선급협회(船級協會, classification society)는 선박과 수운 관련 시설의 환경을 유지하고 항해의 안전을 촉진하는 일을 하고 있는 선박 감정인과 관련된 사람에 의해 구성된 비정부 조직이다.

## 직무
선급협회는 선박과 설비의 기술 기준을 정하여 설계가 이 기준을 준수하도록 확인하고 선박과 장비를 건조 과정과 취역 과정에서 검사하고, 취역 후 반복 검사를 계속한다. 이 외에도 석유 플랫폼 및 기타 구조물, 잠수함 등에 대해서도 책임을 가지고 있다.